# اداموا، جیمینا اوسیزنا
اداموا، جیمینا اوسیزنا (به لاتین: Adamowo, Gmina Osieczna) در لهستان است که در greater poland voivodeship واقع شده‌است.